# Synlestes selysi
Synlestes selysi är en trollsländeart som beskrevs av Tillyard 1917. Synlestes selysi ingår i släktet Synlestes och familjen Synlestidae. Inga underarter finns listade i Catalogue of Life.